# Epidendrum capricornu
Epidendrum capricornu Kraenzl., 1916, è una pianta della famiglia delle Orchidacee originaria dell'America meridionale.

## Descrizione
È un'orchidea epifita di piccole dimensioni che cresce alle alte quote, in climi freddi. Presenta uno stelo eretto, semplice, a forma di canna, avvolto nel terzo inferiore da guaine tubolari scabre e portante nei due terzi superiori foglie distiche, a margini interi, di forma oblungo-ellittica, ad apice acuto e di consistenza erbacea. La fioritura può avvenire in qualsiasi periodo dell'anno, mediante un'infiorescenza apicale,  racemosa, ramificata, sottile, lassa, con pochi rami fioriti alla volta, recante in tutto fino a 70 fiori. Questi sono grandi fino a 3 centimetri, non sono profumati e presentano petali e sepali lanceolati, e un caratteristico labello imbutiforme, con 4 lobi.

## Distribuzione e habitat
La specie è originaria delle montagne andine di Ecuador e Perù, dove cresce epifita da 1700 a 2700 metri sul livello del mare.

## Coltivazione
Questa pianta necessita esposizione a mezz'ombra, teme i raggi solari; gradisce poca acqua e temperature fresche, in particolare in fase di riposo..